# Cycnidolon binodosum
Cycnidolon binodosum är en skalbaggsart som beskrevs av Bates 1870. Cycnidolon binodosum ingår i släktet Cycnidolon och familjen långhorningar.
Artens utbredningsområde är Panama. Inga underarter finns listade i Catalogue of Life.